# Roman Abraham

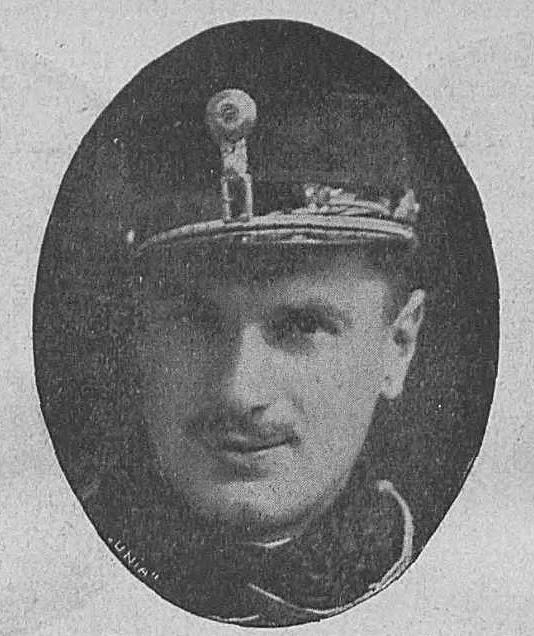
Roman Abraham (1918)

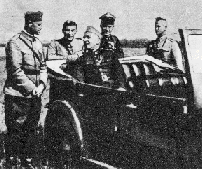
Generał Roman Abraham i generał Tadeusz Kutrzeba

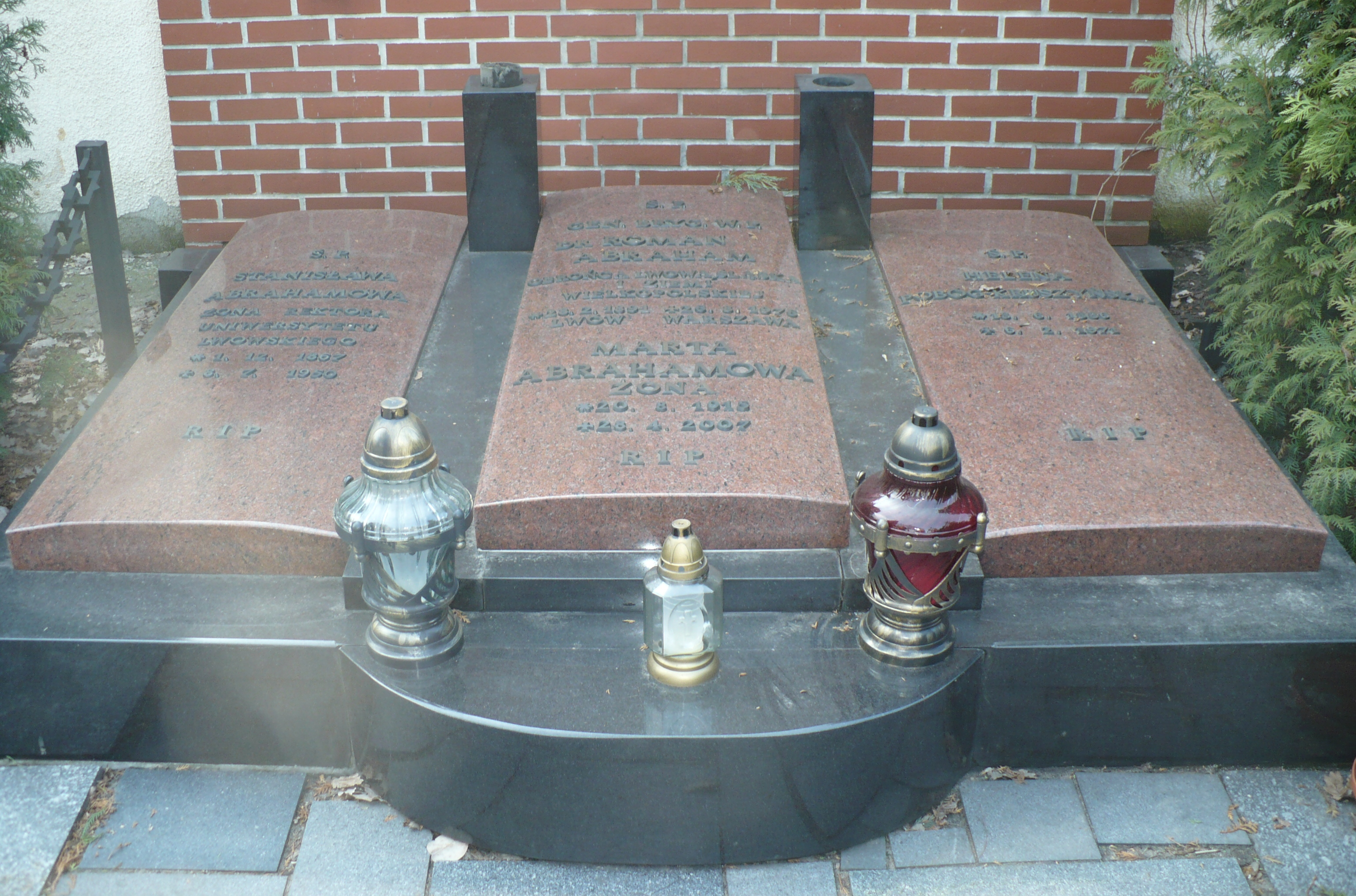
Grobowiec rodzinny gen. bryg. dr. Romana Abrahama na Cmentarzu farnym we Wrześni

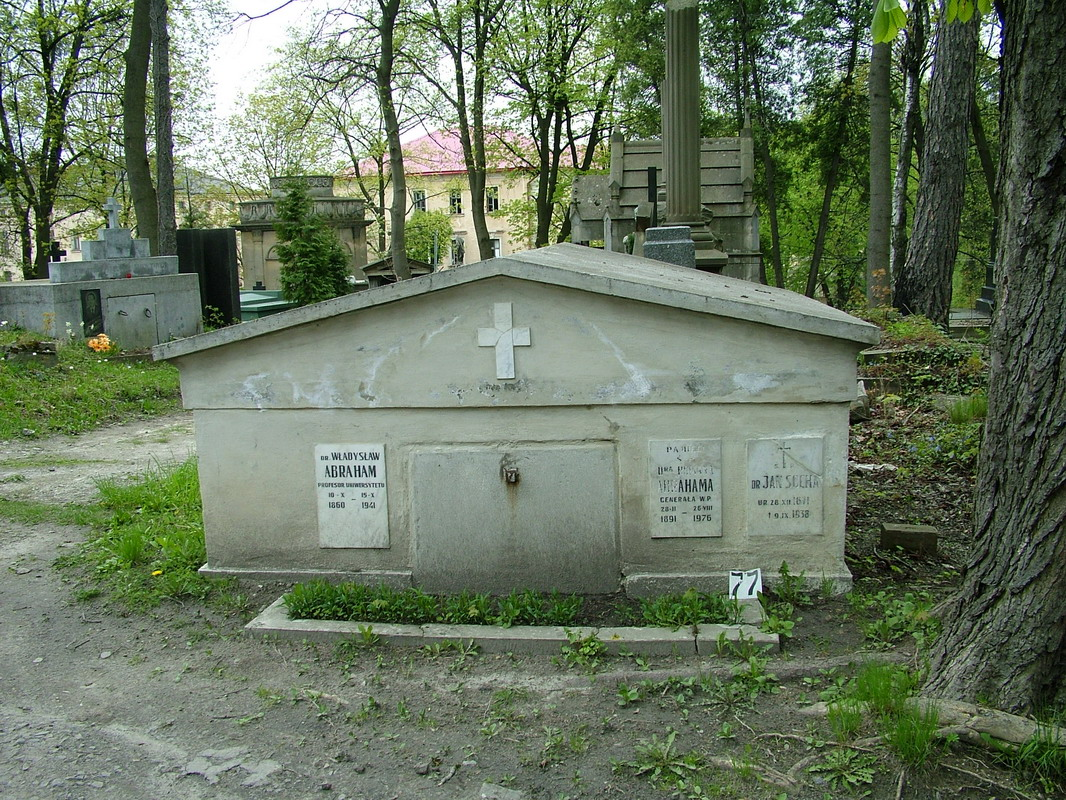
Cmentarz Łyczakowski we Lwowie symboliczny grób Władysława i Romana Abrahamów wykonany przez firmę Henryka Karola Periera

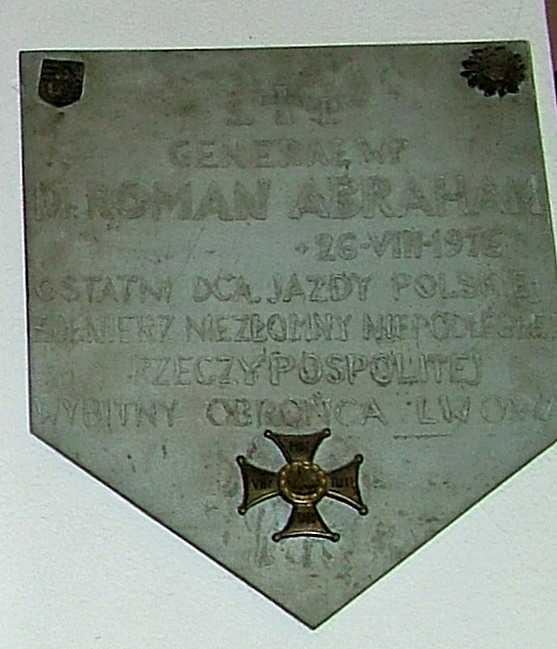
Tabliczka upamiętniająca Romana Abrahama na Jasnej Górze

Roman Józef Abraham (ur. 28 lutego 1891 we Lwowie, zm. 26 sierpnia 1976 w Warszawie) – generał brygady Wojska Polskiego, działacz niepodległościowy, kawaler Orderu Virtuti Militari.

## Życiorys

### Młodość i działalność niepodległościowa
Syn Władysława, profesora prawa, i Stanisławy z Reissów. Jego siostrą była Wanda (1895–1995), żona gen. dyw. Wacława Stachiewicza. W 1909 ukończył gimnazjum oo. Jezuitów w Bąkowicach koło Chyrowa. Studiował na Wydziałach Filozofii i Prawa Uniwersytetu Franciszkańskiego we Lwowie, na którym w 1915 uzyskał tytuł doktora praw i umiejętności politycznych. W czasie studiów działał w Drużynach Bartoszowych i Związku Młodzieży Polskiej „Zet”. Ukończył Oficerską Szkołę Kawalerii dla jednorocznych ochotników.
Podczas I wojny światowej służył od sierpnia 1914 do października 1918 w armii austro-węgierskiej w pułku ułanów Obrony Krajowej Nr 1, w 1917 przemianowanym na pułk strzelców konnych nr 1. Walczył na frontach francuskim, rumuńskim, rosyjskim, serbskim i włoskim. Służbę w armii austro-węgierskiej zakończył w stopniu porucznika kawalerii.

### Wojna polsko-ukraińska
Po zakończeniu działań wojennych wstąpił we Lwowie do organizacji Polskie Kadry Wojskowe. Od 1 listopada 1918 w odrodzonym Wojsku Polskim w stopniu porucznika; podczas wojny polsko-ukraińskiej był dowódcą sektora Góra Stracenia we Lwowie. Stworzył własny oddział zwany później Straceńcami nie tylko od nazwy odcinka, ale także z powodu odwagi i dzielności żołnierzy; Straceńcy walczyli z powodzeniem na różnych odcinkach obrony Lwowa: w zdobywaniu dworca, w obronie Persenkówki, w Śródmieściu. Oddział pod dowództwem por. Romana Abrahama zatknął sztandar polski na lwowskim ratuszu o świcie 22 listopada. Podczas świętowania zdobycia Ratusza, żołnierze por. Abrahama uderzyli na sklep jubilerski Zippera, znajdujący się w kamienicy na rogu Rynku i ul. Szewskiej. Atak na sklep Zippera stał się idealnym detonatorem pogromu dokonanego na ludności żydowskiej dla gromadzących się na Rynku lwowian.
24 listopada 1918 został mianowany rotmistrzem. Jego oddziały oskarżane były o liczne rabunki. Od stycznia do sierpnia 1919 dowodził samodzielnym batalionem, pułkiem i Grupą Operacyjną własnego nazwiska w dywizji płk. Władysława Sikorskiego. Od sierpnia 1919 był oficerem oddziału operacyjnego i obserwatorem w 59. Eskadrze Lotniczej. Brał także udział m.in. w walkach polsko-ukraińskich o Przemyśl.

### Wojna polsko-bolszewicka
W 1920, gdy 1 Armia Konna Siemiona Budionnego parła na Lwów, rotmistrz Roman Abraham w lipcu zorganizował w porozumieniu z brygadierem Czesławem Mączyńskim oddział wydzielony pod nazwą Detachement rtm. Abrahama. Oddział walczący na południowo-wschodnim froncie odniósł wiele sukcesów bojowych. Ranny pod Chodaczkowem, dowodził oddziałem z noszy. Żołnierze jego oddziału pod dowództwem kpt. Bolesława Zajączkowskiego stawili opór przeważającej sile bolszewickiej konnicy pod Zadwórzem 17 sierpnia 1920. Poległo ich wówczas 318. Złożyli wielką ofiarę krwi, lecz powstrzymali nawałę konnicy Budionnego. Bitwa pod Zadwórzem, u progu Lwowa, nazwana została polskimi Termopilami.

### Dwudziestolecie międzywojenne
W okresie od grudnia 1920 do listopada 1921 kpt. Roman Abraham pełnił funkcję oficera do zleceń specjalnych w Sztabie Generalnym. Zweryfikowany w stopniu podpułkownika jazdy ze starszeństwem z dniem 1 czerwca 1919. W 1921 oddelegowany przez gen. Władysława Sikorskiego na Górny Śląsk, gdzie był pełnomocnikiem przy komisarzu plebiscytowym Wojciechu Korfantym. Wtajemniczony w plany III powstania śląskiego uczestniczył 29 kwietnia 1921 w słynnej odprawie Dowództwa Oddziałów Powstańczych. W porozumieniu z dowództwami Okręgów Generalnych we Lwowie, Krakowie i Poznaniu pod pseudonimem „Roman Wydera” organizował jednocześnie dostawy broni i amunicji oraz transporty ochotników dla oddziałów powstańczych. 6 maja 1921 jako przewodniczący grupy oficerów sztabu powstańczego przeprowadził w Opolu rozmowy z przedstawicielami Międzysojuszniczej Komisji w sprawie ustalenia linii demarkacyjnej.
W latach 1921–1922 był słuchaczem Kursu Doszkolenia Wyższej Szkoły Wojennej w Warszawie. Po ukończeniu w grudniu 1922 kursu i uzyskaniu pełnych kwalifikacji do pełnienia służby na stanowiskach Sztabu Generalnego, otrzymał przydział do Wyższej Szkoły Wojennej na stanowisko asystenta. Następnie został wykładowcą, a później kierownikiem katedry taktyki ogólnej (od grudnia 1922 do grudnia 1927). W latach 20. był oficerem nadetatowym lwowskiego 14 pułku Ułanów Jazłowieckich. W grudniu 1927 powierzono mu dowodzenie 26 pułkiem ułanów w Baranowiczach. Został awansowany na stopień pułkownika kawalerii ze starszeństwem z dniem 1 stycznia 1928 . W marcu 1929 objął dowództwo Brygady Kawalerii „Toruń” w Toruniu. Od 10 listopada 1932 do 10 sierpnia 1933 był słuchaczem VII Kursu Centrum Wyższych Studiów Wojskowych w Warszawie. W kwietniu 1934 dowodzona przez niego jednostka została przemianowana na Brygadę Kawalerii „Bydgoszcz”, a jej dowództwo przeniesione z Torunia do Bydgoszczy. 3 kwietnia 1937 został mianowany na stanowisko dowódcy Wielkopolskiej Brygady Kawalerii w Poznaniu.
Był posłem na Sejm III kadencji, wybranym w 1930 z listy BBWR. 16 stycznia 1931 zrzekł się mandatu. Na stopień generała brygady został mianowany ze starszeństwem z 19 marca 1938 i 8. lokatą w korpusie generałów.

### Kampania wrześniowa w 1939
W kampanii wrześniowej w 1939 dowodził Wielkopolską Brygadą Kawalerii w składzie Armii „Poznań” gen. Tadeusza Kutrzeby. Początkowo walczył w rejonie Leszna, Śremu i Rawicza. Po okresie walk odwrotowych, od 9 września w bitwie nad Bzurą dowodził m.in. atakami na Sobotę i Walewice, a od 13 września – w ciężkich walkach w rejonie Brochowa, Sierakowa i Lasek. Od 15 do 21 września dowodził Grupą Operacyjną własnego imienia, w skład której wchodziły Wielkopolska BK i Podolska Brygada Kawalerii. Część oddziałów Wielkopolskiej BK przedostała się 20 września do Warszawy. Generał R. Abraham był jedynym dowódcą związku taktycznego kawalerii, która na całym szlaku bojowym w kampanii wrześniowej nie poniosła ani jednej porażki, nie przegrała ani jednej bitwy, a pod Brochowem i Sochaczewem przed jego żołnierzami wycofała się niemiecka 4 Dywizja Pancerna i 2 Dywizja Lekka. 23 września gen. dyw. T. Kutrzeba mianował gen. bryg. Romana Abrahama dowódcą Zbiorczej Brygady Kawalerii w obronie Warszawy. Na jej czele walczył do kapitulacji stolicy 28 września.

### Niewola niemiecka
Ciężko ranny został umieszczony w Szpitalu Ujazdowskim w Warszawie, gdzie 15 października został aresztowany przez Niemców i uwięziony w al. Szucha. Oskarżany o zatwierdzanie wyroków śmierci na dywersantów niemieckich w Śremie, był więziony w Poznaniu w Cytadeli, a następnie przebywał w oflagach: Krotoszyn, Königstein IV B, Johannisbrunn VIII E i Murnau VII A. Dwukrotnie próbował uciec z Oflagu VIII E Johannisbrunn. Został uwolniony 30 kwietnia 1945 r. przez wojska amerykańskie.

### Okres powojenny
Po zakończeniu działań wojennych, po krótkim pobycie we Francji, w październiku 1945 powrócił do Polski, po czym został skierowany przez Naczelne Dowództwo WP na stanowisko delegata przy generalnym pełnomocniku rządu ds. repatriacji w Państwowym Urzędzie Repatriacyjnym. Władze komunistyczne nie pozwoliły mu wstąpić do wojska. Pracował dalej m.in. w Polskim Czerwonym Krzyżu i Ministerstwie Administracji Publicznej, a następnie w spółdzielczości. W 1950, na skutek zastraszania przez Urząd Bezpieczeństwa, przeszedł na emeryturę.
Był autorem prac wojskowo-historycznych (publikacje w „Wojskowym Przeglądzie Historycznym”, „Więzi” i „Kierunkach”) oraz Wspomnień wojennych znad Warty i Bzury (Warszawa 1969).
W sierpniu 1973 jako pierwszy z emigracyjnych oficerów obok Mieczysława Boruty-Spiechowicza przyjął fikcyjny awans na generała dywizji z rąk samozwańczego prezydenta RP na uchodźstwie Juliusza Nowina-Sokolnickiego. W 1976 wraz z Borutą-Spiechowiczem złożył swój order Virtuti Militari na Jasnej Górze w proteście przeciw odznaczeniu przez władze PRL radzieckiego przywódcy Leonida Breżniewa Krzyżem Wielkim Orderu Wojennego Virtuti Militari. 
Był żonaty z Martą ze Śmiglów (zm. 28 kwietnia 2007), ich jedyny syn zmarł wkrótce po przyjściu na świat. W ostatnich latach życia przeciwstawiał się niszczeniu Cmentarza Obrońców Lwowa w ówczesnej Ukraińskiej SRR. Był inicjatorem ustanowienia tablic upamiętniających Orlęta Lwowskie w Warszawie i w Częstochowie. W 1975 generał przekazał swoje Ordery Virtuti Militari (Krzyż Złoty i Srebrny) jako wota na Jasnej Górze.
Roman Abraham zmarł 26 sierpnia 1976 w Warszawie. Uroczystości żałobne odbyły się 31 sierpnia w katedrze św. Jana w Warszawie, a pogrzeb 1 września we Wrześni, gdzie mszę św. celebrował bp Franciszek Musiel, a kazanie wygłosił kard. Stefan Wyszyński. Generał został pochowany obok matki na miejscowym Cmentarzu farnym. Nad grobem przemawiali gen. Mieczysław Boruta-Spiechowicz oraz Wacław Drojanowski. Po śmierci generała na grobowcu rodziny Abrahamów na Cmentarzu Łyczakowskim we Lwowie z inicjatywy najbliższych wmurowano tablicę poświęconą pamięci zmarłego.

## Awanse
- podporucznik – 1916
- porucznik – 1917
- rotmistrz – 1918
- major – 19 sierpnia 1920 zatwierdzony z dniem 1 kwietnia 1920[24]
- podpułkownik – 1922 ze starszeństwem z 1 czerwca 1919 (w 1924 zajmował 62. lokatę w korpusie oficerów kawalerii)
- pułkownik – 1 stycznia 1928 ze starszeństwem z 1 stycznia 1928 i 9. lokatą w korpusie oficerów kawalerii
- generał brygady – 19 marca 1938

## Ordery i odznaczenia
- Krzyż Złoty Orderu Wojskowego Virtuti Militari (1961)[25]
- Krzyż Srebrny Orderu Wojskowego Virtuti Militari (1922)[1][26]
- Krzyż Komandorski Orderu Odrodzenia Polski (1970)[25]
- Krzyż Niepodległości z Mieczami – 9 listopada 1933 „za pracę w dziele odzyskania niepodległości”[27]
- Krzyż Oficerski Orderu Odrodzenia Polski (10 listopada 1933)[28]
- Krzyż Walecznych (1921, 4-krotnie, po 1941 – 1)[29][1]
- Złoty Krzyż Zasługi – trzykrotnie (17 marca 1930)[30], po raz drugi 10 listopada 1938[31][32], 1948[25])
- Medal Pamiątkowy za Wojnę1918–1921[1]
- Medal Dziesięciolecia Odzyskanej Niepodległości[1]
- Odznaka za Rany i Kontuzje z czterema gwiazdkami – 2 grudnia 1920[29]
- Medal Wojska (za Wojnę 1939–1945)[29][33]
- Krzyż Obrony Lwowa[21]
- Odznaka Honorowa „Orlęta”[21]
- Śląski Krzyż Powstańczy[34]
- Odznaka honorowa b. uczestników walk w r. 1920 z okazji święta Żołnierza Ochotnika (1935)[35]
- Złota odznaka honorowa Koła Lwowian w Londynie[21]
- Komandor z Gwiazdą Orderu Gwiazdy Rumunii (Rumunia)[25]
- Oficer Orderu Palm Akademickich (Francja, przed 1928)[1][36]
- Kawaler Orderu Legii Honorowej (Francja, 1922)[25][37]
- Kawaler Orderu Leopolda (Belgia)[36]

## Upamiętnienie

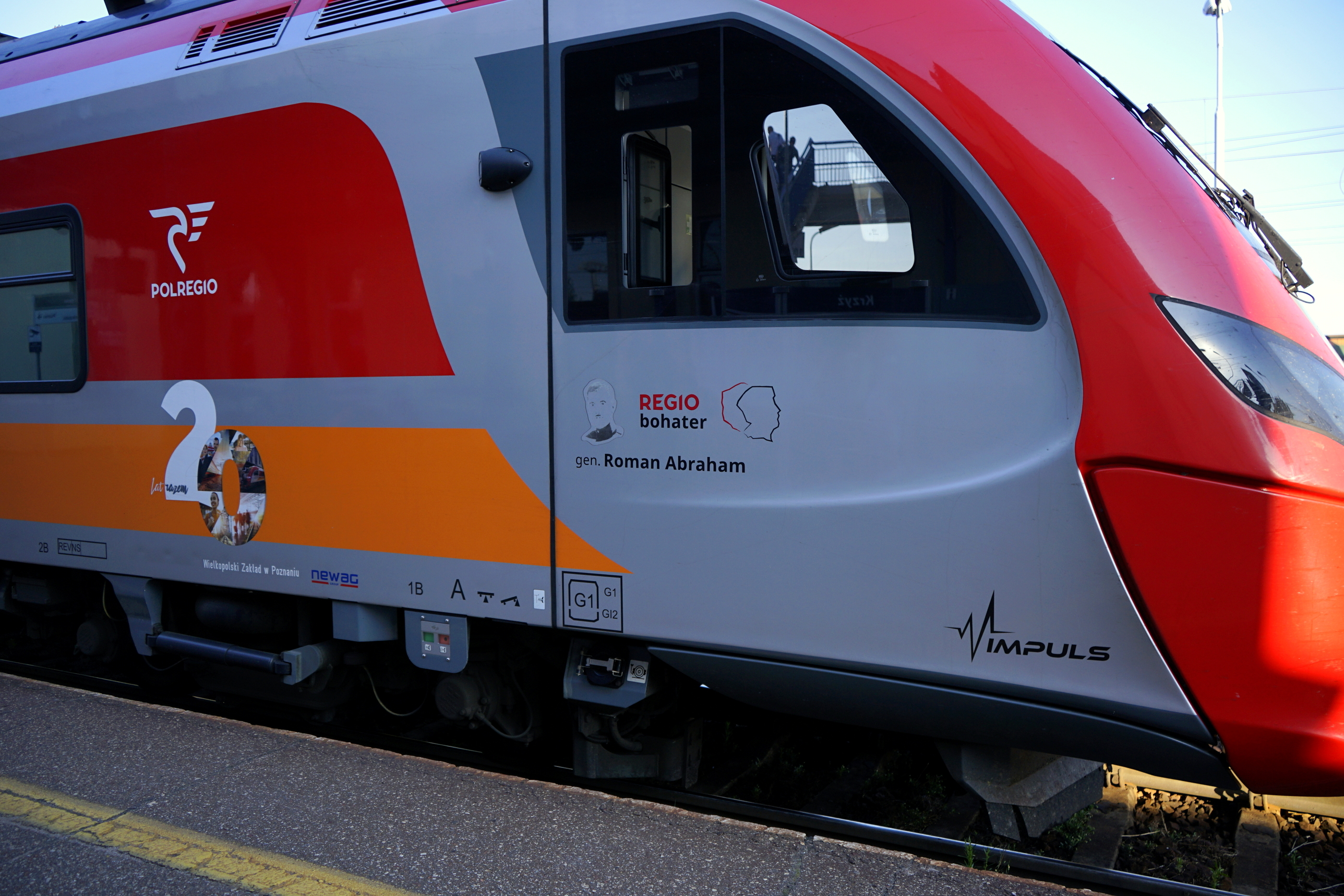
Roman Abraham został patronem pociągu POLREGIO

Uchwałą Rady Miasta Lwowa z 21 listopada 1938 ustanowiono w tym mieście ulicę Abrahamczyków.
Roman Abraham został patronem Zespołu Szkół Technicznych i Ogólnokształcących we Wrześni, a także ulic na bydgoskim osiedlu Błonie, warszawskim osiedlu Gocław na terenie dzielnicy Praga-Południe, oraz we Wrześni i we Wrocławiu.
Z okazji 100–lecia odzyskania niepodległości przez Polskę, został patronem pociągu POLREGIO w ramach kampanii „REGIObohater” (2018).

## Opinie
Oficer i dowódca o dużej inteligencji i energii. Taktycznie dobrze myśli. Ma szybką i trafną decyzję. Brak mu jednak rutyny i systemu w wyszkoleniu. Z czasem będzie doskonałym dowódcą, bo wszelkie dane ku temu posiada. Potrzebuje praktyki w dowodzeniu. Ponad przeciętny.